# Juratzkaeella sinensis
Juratzkaeella sinensis är en bladmossart som beskrevs av William Russell Buck 1977. Juratzkaeella sinensis ingår i släktet Juratzkaeella och familjen Myriniaceae. Inga underarter finns listade i Catalogue of Life.